# Apatity

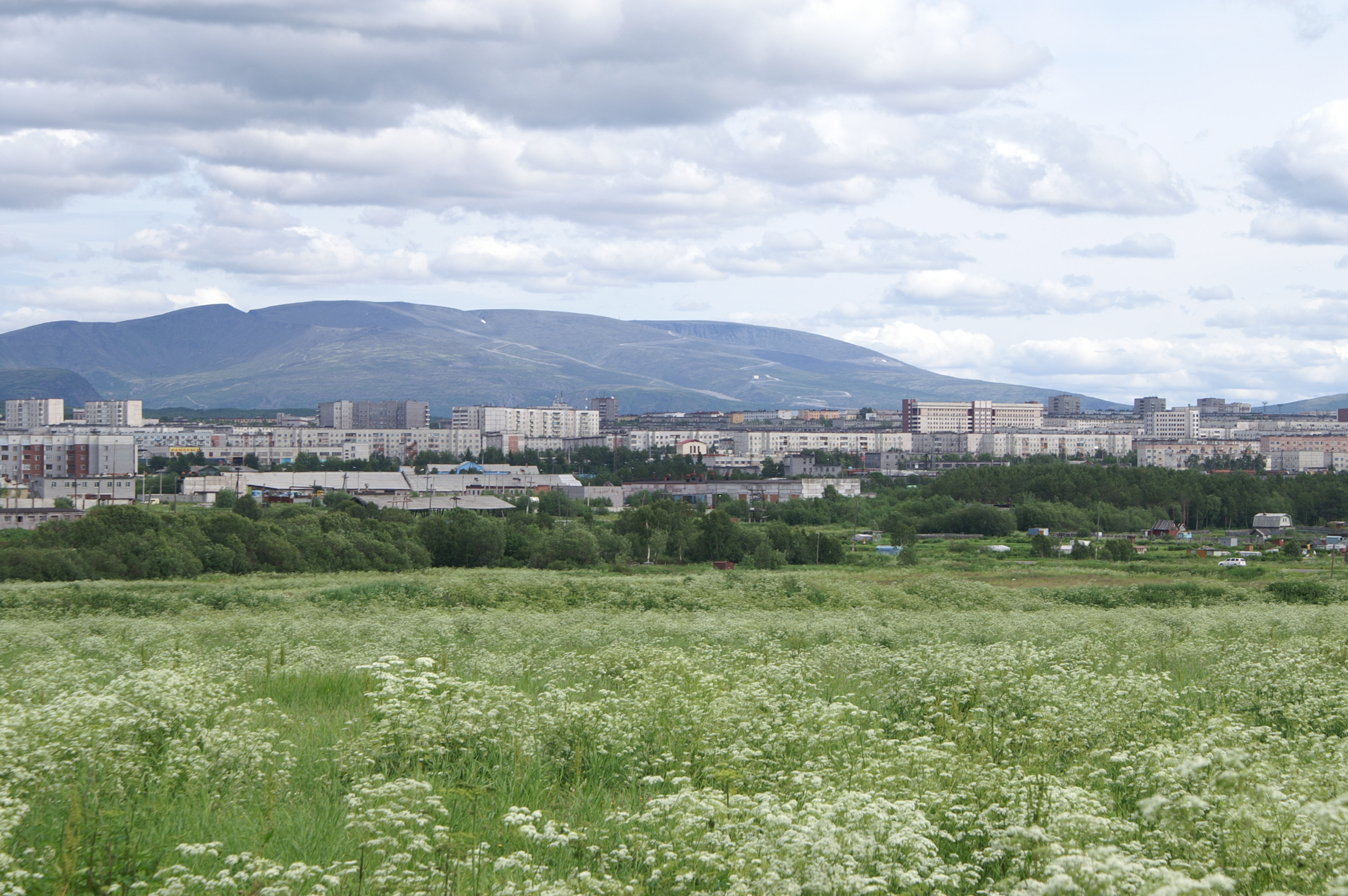
Thành phố Apatity

Apatity (tiếng Nga: Апатиты) là một thành phố Nga. Thành phố này thuộc chủ thể Murmansk Oblast. Thành phố có dân số 64.405 người (theo điều tra dân số năm 2002). Đây là thành phố lớn thứ 248 của Nga theo dân số năm 2002. Dân số qua các thời kỳ: